# سد مسجدسلیمان
سد مسجد سلیمان یا سد گُدار لَندر، در شهرستان مسجد سلیمان و استان خوزستان بر روی رودخانه کارون احداث شده‌است. سد مسجد سلیمان با ۱۷۷ متر ارتفاع از نوع سدهای خاکی می‌باشد.
از ویژگی‌های بارز این سد دریچه‌های قطاعی سرریز آن است که بزرگ‌ترین در جهان محسوب می‌شود. همچنین نیروگاه این سد بزرگ‌ترین نیروگاه جریانی کشور به حساب می‌آید. ظرفیت این نیروگاه ۲۰۰۰ مگاوات است که در دو فاز ۱۰۰۰ مگاواتی اول و ۱۰۰۰ مگاواتی طرح توسعه اجرا شده‌است. مراحل احداث این سد در تابستان سال ۱۳۷۰ آغاز شده و سال ۱۳۸۰ به پایان رسیده‌است. فاز نخست نیروگاه آن در سال ۱۳۸۱ و ۱۳۸۲ و فاز طرح توسعه آن نیز طی سال‌های ۱۳۸۶ و ۱۳۸۷ وارد مدار شده‌است. تولید انرژی سالیانه این نیروگاه زیرزمینی ۳۷۰۰ میلیون کیلووات ساعت است. نیروگاه مسجدسلیمان در سال ۱۳۹۲ برای سومین سال متوالی موفق به کسب مقام نخست تولید انرژی الکتریکی برق آبی کشور شد.
پروژه آبرسانی به شهر مسجدسلیمان از جمله پروژه‌های مهمی است که در حاشیه این طرح انجام شده‌است. به این منظور یک تونل به طول ۱۱۶۰ متر حفاری شده و یک خط لوله انتقال آب از دریاچه سد به آب‌گیر آب آشامیدنی شهر مسجدسلیمان به طول ۲۷۰۰ متر احداث گردیده‌است.

## اهداف طرح
- افزایش توان تولیدی انرژی برق‌آبی کشور؛ و
- تأمین بخشی از قدرت شبکه در بار پیک.[۴]

## اقتصاد طرح
طبق برآورد هزینه‌های اجرای پروژه بالغ بر ۶۶۲۰ میلیارد ریال بوده (طبق آخرین توافق‌نامه) که از طریق منابع منابع عمومی، تسهیلات خارجی (فاینانس، وام و…)، سایر منابع (منابع داخلی، تسهیلات بانکی داخلی، اوراق مشارکت و…) تأمین گردیده‌است. نرخ بازگشت داخلی طرح ۱۰/۱۶ درصد می‌باشد. منافع حاصل از تولید برق متعلق به این طرح طی برآورد اولیه، درآمد سالانه بالغ بر ۲۳۷۵ میلیارد ریال (بر حسب هر کیلووات ساعت ۶۴۲ ریال) بوده و درآمد حاصل از فروش برق از زمان بهره‌برداری تا سال ۱۳۹۲ برابر ۱۳۱۸۳ میلیارد ریال می‌باشد. این طرح سالانه ۱۷۰۹ میلیارد ریال صرفه‌جویی حاصل از عدم مصرف سوخت‌های فسیلی در تولید برق و ۳۰۷ میلیارد ریال صرفه‌جویی حاصل از عدم تولید آلاینده‌ها در تولید برق به همراه آورده‌است.

## ویژگی‌های طرح
- یکی از بلندترین سدهای خاکی ایران با ارتفاع ۱۷۷ متر از پی؛
- جذب سرمایه خارجی و استفاده از وام کم بهره مؤسسه JBIC ژاپن؛
- دارای بلندترین دریچه‌های قطاعی سرریز در جهان؛
- دارای بزرگ‌ترین سرریز در کشور با گنجایش ۲۱۷۰۰ مترمکعب در ثانیه.[۴]
- مطالعات زمین شناسی طراحی و مهندسی توسط شرکت بلژیکی ترکتبل (TRACTEBEL)

## فعالیت‌های طرح در حوزه توسعه منطقه‌ای
- احداث خط انتقال آب شرب به تصفیه‌خانه شهر مسجدسلیمان؛
- احداث پل جدید بر روی رودخانه کارون، مسیر شهر اندیکا؛
- احداث ۱۴ کیلومتر جاده مسجدسلیمان به ایذه از طریق مسیر روستای پیان؛
- احداث پست ۴۰۰ به ۱۳۲ کیلوولت که با تقویت شبکه شمال خوزستان موجب جلوگیری از قطعی برق شد؛
- احداث پاسگاه نیروی انتظامی قلعه خواجه؛ و
- بهسازی جاده سه‌راهی مسجدسلیمان تا محل سد.[۴]

## ابزار دقیق
سیستم کنترل و ابزار دقیق نیروگاه به صورت غیرمتمرکز در چهار سطح کنترل شامل تابلوهای کنترل محلی، تابلو کنترل واحد، اتاق کنترل مرکزی و مرکز دیسپاچینگ، طراحی و اجراء شده‌است. به اینصورت که به لحاظ کنترلی، بالاترین اولویت در سطح محلی تعریف شده و به ترتیب از محل UCB ,CCR و دیسپاچینگ کاهش می‌یابد. رایج‌ترین سطح بهره‌برداری مرکز دیسپاچینگ و پس از آن اتاق کنترل مرکزی بوده و سطوح UCB و محلی محدود به مصارف خاص تست، تعمیر و نگهداری است. از طریق سیستم کنترل و با کمک اینترفیس‌های ایجاد شده بین سیستم کنترل و تجهیزات مختلف، امکان کار هر یک از واحدها در یکی از مدل‌های LINE CHARGING MODE ,SYNCH–CONDENSER ,GENERATOR ,STANDBY ROLLING STANDSTILL فراهم است. تجهیزات سنکرون کردن برای هر واحد در تابلو کنترل آن تعبیه شده و امکان سنکرون کردن واحدها از UCB ,CCR و مرکز دیسپاچینگ فراهم شده‌است. از مرکز دیسپاچینگ و CCR امکان کنترل هر یک از واحدهای نیروگاهی به صورت منفرد موجود بوده و در عین حال می‌توان مجموعه‌ای از واحدها را در قالب JOINT CONTROL هدایت نمود. DATA SERVERها در اتاق کنترل امکان ثبت طولانی مدت حوادث و اتفاقات نیروگاه را مهیا کرده‌اند و اپراتورهای بهره‌بردار از طریق کامپیوترهای موجود در اتاق کنترل امکان بازخوانی اطلاعات و رویت آن‌ها و انجام پردازش‌های مختلف و گزارش‌گیری را نیز دارند.